# Championnat de Djibouti de football 2023-2024
Navigation
Edition précédente Edition suivante
La saison 2023-2024 du Championnat de Djibouti de football est la 34e édition du championnat de première division nationale. Les dix clubs engagés sont regroupés au sein d'une poule unique où ils s'affrontent à deux reprises au cours de la saison. À l'issue du championnat, les deux derniers du classement final sont relégués et remplacés par les deux meilleurs clubs de Division 2.
C'est l'AS Arta/Solar7 qui remporte la compétition cette saison après avoir terminé en tête du classement final. Il s'agit du troisième titre de champion de Djibouti de l'histoire du club.

## Participants
- AS Ali Sabieh
- AS Port
- AS Arta/Solar7
- CF Garde Républicaine/SIAF
- Dikhil Football Club
- AS Gendarmerie Nationale
- ACS Hayableh est renommé ACS/CNSS
- SDC Group
- Garde Côtes - Promu de Division 2
- CDC/Q7 - Promu de Division 2

## Compétition

### Classement
Le classement est établi sur le barème de points classique (victoire à 3 points, match nul à 1, défaite à 0). Pour départager les égalités, on tient d'abord compte de la différence de buts générale, puis du nombre de buts marqués, puis des confrontations directes.
| Rang | Équipe                       | Pts | J  | G  | N | P  | Bp | Bc | Diff |
| ---- | ---------------------------- | --- | -- | -- | - | -- | -- | -- | ---- |
| 1    | AS Arta/Solar7               | 43  | 18 | 13 | 4 | 1  | 55 | 13 | +42  |
| 2    | AS Ali Sabieh                | 38  | 18 | 11 | 5 | 2  | 44 | 16 | +28  |
| 3    | AS Port                      | 30  | 18 | 9  | 3 | 6  | 34 | 18 | +16  |
| 4    | Dikhil Football Club         | 26  | 18 | 7  | 5 | 6  | 32 | 22 | +10  |
| 5    | SDC Group                    | 26  | 18 | 7  | 5 | 6  | 19 | 25 | -6   |
| 6    | AS Gendarmerie Nationale     | 25  | 18 | 7  | 4 | 7  | 33 | 25 | +8   |
| 7    | Garde Côtes P                | 23  | 18 | 6  | 5 | 7  | 20 | 19 | +1   |
| 8    | CF Garde Républicaine/SIAF T | 21  | 18 | 6  | 3 | 9  | 23 | 25 | -2   |
| 9    | ACS/CNSS                     | 17  | 18 | 4  | 5 | 9  | 26 | 43 | -17  |
| 10   | CDC/Q7 P                     | 1   | 18 | 0  | 1 | 17 | 6  | 86 | -80  |

|  | Qualification pour la Ligue des champions de la CAF 2024-2025                     |
|  | Qualification pour la Coupe de la confédération 2024-2025                         |
|  | Relégation en Division 2                                                          |
|  | T : Tenant du titre C : Vainqueur de la Coupe de Djibouti P : Promu de Division 2 |

- La fédération n'inscrit aucun club en Coupe de la confédération 2024-2025.

## Bilan de la saison
| Championnat de Djibouti de football 2023-2024 |                            |
| Champion                                      | AS Arta/Solar7 (3e titre)  |
| Coupes et trophées                            |                            |
| Vainqueur de la Coupe de Djibouti 2023-2024   | la finale reste à disputée |
| Qualifications continentales                  |                            |
| Ligue des champions de la CAF 2024-2025       | AS Arta/Solar7             |
| Coupe de la confédération 2024-2025           | aucun                      |
| Promotions et relégations                     |                            |
| Promus en Division 1                          | Q5                         |
| Promus en Division 1                          | Arta                       |
| Relégués en Division 2                        | CDC/Q7                     |
| Relégués en Division 2                        | ACS/CNSS                   |